# 金柏M8400戰術型狙擊步槍
金柏M8400戰術型（英語：Kimber Model 8400 Tactical）是一系列由總部位於美国纽约州揚克斯的槍械製造商金柏公司（英語：Kimber）所研製、生產及銷售的手動狙擊步槍，可發射7.62×51毫米北約／.308溫徹斯特和.300溫徹斯特麥格農（.300 Winchester Magnum，7.62×67毫米）兩種口徑的步槍子彈，亦有些型號可以發射5.56×45毫米北約／.223雷明登口徑步枪子彈。

## 歷史
多年前，金柏公司重返步槍市場，其推出的M84系列栓動式狩獵步槍成功加入狩獵步槍市場，並且大受好評。其後金柏公司決定進軍警用狙擊步槍市場，並於2011年下半年，金柏公司將M8400旋轉後拉槍機式警用戰術型系列狙擊步槍正式推出。

## 設計細節

### 機匣
金柏M8400戰術型系列步槍的钢製機匣是以数控机床（英語：Computer Numerical Control，簡稱：CNC）加工而成。雖本身的精度已經很高，但為了保證更高的加工精度，由機器加工以後，機匣表面還會經過人工打磨。機匣左側刻有槍序號與“金柏8400”的銘文。

### 槍機
金柏M8400戰術型系列步槍的核心就是其钢製槍機，槍機表面會經過烤藍處理，並且帶有可以排除沙粒、同時也起到減重作用的凹槽（M8400戰術型、M8400先進戰術型和M8400先進戰術黑色型沒有槍機凹槽）。
其槍機上帶有一個很長的爪形抽殼鉤，這個設計與經典的毛瑟式旋轉後拉式槍機相同，保證了裝彈和拋殼的可靠性。槍機頭部帶有兩個閉鎖鎖耳（英語：Lug）。圆锥形拉機柄非常大，即使是戴著很厚的手套的使用者也能輕鬆地操作。
其保險採用是類似溫徹斯特M70的三段式保險。保險桿在前方為射擊狀態，此時保險桿尾部露出紅點，隨時可以扣動扳機擊發槍彈；保險桿在中間位置時可鎖住扳機和擊針，但槍機還可以自由來回運動，此時可安全退出彈膛內未擊發的槍彈；保險桿在後方時將槍機、擊針、保險全部鎖定，即為保險狀態。
而M8400先進戰術型、M8400先進戰術黑色型、M8400先進戰術II型和M8400先進戰術SOC型的槍機採用的金伯專業Ⅱ型（英語：＝）表面處理具有加強表面硬度和自我潤滑性，以及抗化学物质、潮濕、鹽分及紫外线這些可以分解其他表面處理的優點。另外，M8400先進戰術型和M8400先進戰術黑色型的表面亦沒有凹槽，而M8400先進戰術II型和M8400先進戰術SOC型則具有。

### 槍管
金柏M8400戰術型系列步槍的钢製比賽等級槍管採用冷鍛法製造而成，槍管表面會經過烤藍處理，槍管的外表面具有5 條縱向長型散熱凹槽，既能夠減輕重量也增加了剛性，而且提高了散熱效率（8400戰術型、M8400先進戰術型和M8400先進戰術黑色型使用的是不帶散熱槽槍管）。槍口也帶有很深的圓形凹槽，能保護槍口的膛線不被損壞。膛室亦進行了比賽等級的精密加工。
而M8400先進戰術型、M8400先進戰術黑色型、M8400先進戰術II型和M8400先進戰術SOC型的槍管採用的金伯專業Ⅱ型（英語：＝）表面處理具有加強表面硬度和自我潤滑性，以及抗化学物质、潮濕、鹽分及紫外线這些可以分解其他表面處理的優點。另外，M8400先進戰術型和M8400先進戰術黑色型的表面亦沒有凹槽，不過槍口也帶有很深的圓形凹槽。而M8400先進戰術II型和M8400先進戰術SOC型則具有表面凹槽，槍口還具有螺紋以安裝SureFire膛口裝置（制退器／消聲器）的適配器。而膛室亦進行了比賽等級的精密加工。
可發射.300溫徹斯特麥格農子彈的型號的槍管長度都為660毫米，而發射.308溫徹斯特子彈的型號槍管長度則為610毫米（M84M LPT型和M8400巡邏型則分別使用558.8毫米和508毫米槍管）。M84M LPT型的5.56×45毫米北約／.223雷明登子彈口徑的型號槍管長度為558.8毫米。

### 槍托及護木
金柏M84M LPT型、M8400巡邏型和M8400警用戰術型採用的是獨特的一體化槍托／護木，其採用強化層壓式複合木材所製造而成。表面塗有一層黑色環氧面漆，能夠起到良好的防護效果，而且表面粗糙，具有防滑作用。護木內部的座床則採用玻璃钢強化塑料製造，以保證護木強度。使用海狸型前護木。槍托尾部帶有厚度為25.4毫米（1英吋）的橡膠製造的後座緩衝墊，這樣能夠減少後座力對射手肩部的衝擊。槍托／護木上帶有2 個槍背帶環安裝孔，而護木前端還設有一個鋼製固定鈕扣，用於安裝兩腳架。
金柏M8400戰術型、M8400先進戰術型和M8400先進戰術黑色型採用的則是新型麥克米蘭A5式玻璃钢強化塑料底盤一體式戰術槍托／護木，為M40A3使用的麥克米蘭A3式槍托的一個升級版。其整體上採用了前細後粗的錐台形設計，有利於使用者握持，並且在護木前端和握把位置都帶有粗糙的防滑紋。護木下方設有一個鋼製固定鈕扣，用於安裝兩腳架。槍托／護木上設有四個槍背帶環安裝孔，其中護木部份在下方和兩側各有一個槍背帶環安裝孔，而槍托後部在底部和兩側各有一個槍背帶環安裝孔。這樣使用者可以按照自己的習慣安裝槍背帶。槍托上方帶有一塊可調節高度的托腮板，可上下移動以適應不同使用者的身形（M8400戰術型沒有托腮板）。槍托尾部帶有的橡膠緩衝墊分為多個部份，可以取下中間部份進行槍托長度調節。
金柏M8400巡邏戰術型採用的則是禮儀MCS-T6碳纖維加固黑色槍托／護木。表面塗有一層黑色環氧面漆，能夠起到良好的防護效果，而且表面粗糙，具有防滑作用。護木內部的柱承座床則採用玻璃钢強化塑料製造，以保證護木強度。使用海狸型前護木，並在前護木中部設有手指凹槽。槍托尾部帶有厚度為25.4毫米（1英吋）的橡膠製造的後座緩衝墊，這樣能夠減少後座力對射手肩部的衝擊。槍托／護木上帶有2個槍背帶環安裝孔，而護木前端還設有一個鋼製固定鈕扣，用於安裝兩腳架。
金柏M8400先進戰術II型採用的則是禮儀MCS-TF4折疊式槍托，使用沙色槍身。其整體上採用了前細後粗的錐台形設計，有利於使用者握持，並且在護木前端和握把位置都帶有粗糙的防滑紋。護木上下方各設有一條20 MOA MIL-STD-1913戰術導軌，分別用於安裝前後串連式瞄準裝置和兩腳架。護木內部的座床採用铝製造，以保證護木強度。槍托上方帶有一塊可調節高度的托腮板（英語：Cheekpiece），托腮板可以上下移動，以適應不同使用者的身形。槍托尾部帶有的橡膠緩衝墊分為多個部份，可以取下中間部份進行槍托長度調節。槍托／護木上設有快拆式槍背帶接口。
金柏M8400先進戰術SOC型採用的則是一種專有的金柏模塊化底盤系統，使用Cerakote深泥色表面處理。具有戰術導軌護木、獨立式手槍握把和側折疊式槍托。前護木除了於頂部具有MIL-STD-1913戰術導軌用於安裝前後串連式瞄準裝置外，兩側和下方也可安裝導軌片（以安裝雷射瞄準器）和哈里斯兩腳架適配器。槍托上方帶有一塊可調節高度的托腮板（英語：Cheekpiece），托腮板可以上下移動，以適應不同使用者的身形。槍托尾部帶有的橡膠緩衝墊分為多個部份，可以取下中間部份進行槍托長度調節。槍托底部設有整體式後單腳架。

### 供彈方式
金柏M8400戰術型系列步槍採用固定彈倉供彈。機匣下方採用了傳統式一體式彈倉。彈倉卡筍位於扳機護環內側前方，按壓彈倉卡筍打開彈倉後，可以看到“之”字形的托彈簧和托彈板。
發射.300溫徹斯特麥格農子彈的型號的容彈量為4發，而發射.308溫徹斯特子彈的型號彈匣容彈量為5發，M84M LPT型獨有的發射.223雷明登子彈的型號的容彈量為6發。
金柏M8400先進戰術II型和金柏M8400先進戰術SOC型則可使用可拆卸式彈匣供彈，取代了固定彈倉，讓使用者能夠快速重新裝填。

### 瞄準具
金柏M8400戰術型系列步槍的機匣頂部裝有MIL-STD-1913戰術導軌，以四顆螺釘固定在機匣上方，導軌上可以安裝光學瞄準鏡座。由於金柏M8400戰術型沒有機械瞄具（照門及準星），必需利用機匣頂部的MIL-STD-1913戰術導軌上安裝日間／夜間光学狙擊鏡、紅點鏡／反射式瞄準鏡、全息瞄準鏡、棱鏡式瞄準鏡、夜視鏡、热成像仪或其他戰術配件。由於機匣較短，其頂部的導軌也較短，有些瞄準鏡可能無法安裝，而且不能使用前後串連式安裝配置模式。
金柏M8400先進戰術II型和金柏M8400先進戰術SOC型的護木則分別具有前方頂部Ｕ型導軌和全護木頂部長度導軌，這樣方可使用前後串連式安裝配置模式。

## 衍生型
- Model 84M LPT（Light Police Tactical）：唯一一枝名字上84以後沒有加上『00』的戰術型型號，一枝高專業性的優先兼顧便攜性和快速部署的輕量化城市戰術步槍。唯一有5.56×45毫米北約／.223雷明登口徑的型號，另一口徑為7.62×51毫米北約／.308溫徹斯特。[1][2][3]
- Model 8400巡邏型（Patrol）：只有7.62×51毫米北約／.308溫徹斯特口徑。採用黑色強化層壓式複合木製一體化槍托／護木。使用一根508毫米（20英吋）短槍管，在保持精度的同時亦可以更容易進入車門或放進行李箱內。[4][5]
- Model 8400警用戰術型（Police Tactical）：全尺寸型。採用黑色強化層壓式複合木製一體化槍托／護木。有7.62×51毫米北約／.308溫徹斯特和.300溫徹斯特麥格農口徑。前者使用一根609.6毫米（24英吋）槍管，後者則為660.4毫米（26英吋）。[6][7][8]
- Model 8400戰術型（Tactical）：全尺寸型。手工製作，數量有限。採用黑色、灰色及綠色大理石迷彩表面的麥克米蘭A5式玻璃钢強化塑料底盤一體式戰術槍托／護木，但沒有托腮板。只有7.62×51毫米北約／.308溫徹斯特。使用一根609.6毫米（24英吋）槍管。[9][10]
- Model 8400先進戰術型（Advanced Tactical）：全尺寸型。手工製作，數量有限。採用沙漠迷彩表面的麥克米蘭A5式玻璃钢強化塑料底盤一體式戰術槍托／護木，具有內置式托腮板。有7.62×51毫米北約／.308溫徹斯特和.300溫徹斯特麥格農口徑。前者使用一根609.6毫米（24英吋）槍管，後者則為660.4毫米（26英吋）。槍機及槍管表面使用沙漠迷彩色的草綠色的专利等級的金伯專業Ⅱ型處理。[11][12]
- Model 8400先進戰術黑色型（Advanced Tactical (Black)）：全尺寸型。手工製作，數量有限。採用黑色表面的麥克米蘭A5式玻璃钢強化塑料底盤一體式戰術槍托／護木，具有內置式托腮板。只有7.62×51毫米北約／.308溫徹斯特。使用一根609.6毫米（24英吋）槍管。槍機及槍管表面使用啞光（英语：Paint sheen）黑色的专利等級的金伯專業Ⅱ型處理。[13][12]
- Model 8400巡邏戰術型（Patrol Tactical）：全尺寸型。手工製作，數量有限。採用黑色禮儀MCS-T6碳纖維加固黑色槍托／護木，具有內置式托腮板。有7.62×51毫米北約／.308溫徹斯特和.300溫徹斯特麥格農口徑。前者使用一根609.6毫米（24英吋）槍管，後者則為660.4毫米（26英吋）。[14]
- Model 8400先進戰術II型（Advanced Tactical II）：全尺寸型。手工製作，數量有限。採用沙色禮儀MCS-TF4折疊式槍托，具有內置式托腮板。有7.62×51毫米北約／.308溫徹斯特和.300溫徹斯特麥格農口徑。前者使用一根609.6毫米（24英吋）槍管，後者則為660.4毫米（26英吋）。可使用可拆卸式彈匣供彈。[15]
- Model 8400先進戰術SOC型（Advanced Tactical SOC）：全尺寸型。手工製作，數量有限。採用Cerakote深泥色表面處理的專利金柏模塊化底盤系統，具有獨立式手槍握把、內置式托腮板和整體式後獨腳架。有7.62×51毫米北約／.308溫徹斯特和.300溫徹斯特麥格農口徑。前者使用一根609.6毫米（24英吋）槍管，後者則為660.4毫米（26英吋）。可使用可拆卸式彈匣供彈。[16]

## 資料來源

## 外部連結
- （英文）—金伯執法機關官方網站 （页面存档备份，存于）
- （英文）—American Rifleman—
  - Kimber 8400 Standard （页面存档备份，存于）
  - Kimber 8400 Standard Specs （页面存档备份，存于）
  - The Kimber Talkeetna （页面存档备份，存于）
  - The Kimber Talkeetna (Page Two) （页面存档备份，存于）
  - The Kimber Talkeetna (Page Three) （页面存档备份，存于）
- （英文）—Sniper Central—Kimber 8400 Tactical （页面存档备份，存于）
- （英文）—The Firearm Blog.com—
  - Kimber’s Advanced Tactical Rifle Kit （页面存档备份，存于）
  - Kimber Tactical （页面存档备份，存于）
  - Kimber Model 8400 Police Tactical （页面存档备份，存于）
  - Kimber 8400 Advanced Tactical II Rifle （页面存档备份，存于）
  - Advanced Tactical SOC Rifle from Kimber （页面存档备份，存于）
- （英文）—Impact Guns.com—
  - Kimber 8400 Tactical 308 （页面存档备份，存于）
  - Kimber 8400 Advanced Tactical 300 WIN MAG （页面存档备份，存于）
- （英文）—Shooting Times.com—Kimber's Tactical Advantage
- （英文）—Tactical-Life.com—
  - KIMBER MODEL 8400 TACTICAL .308 （页面存档备份，存于）
  - Kimber 8400 Police Tactical .300 Win Mag （页面存档备份，存于）
  - Kimber 8400 Police Tactical （页面存档备份，存于）
  - Kimber M8400 Advanced Tactical Rifle .308 （页面存档备份，存于）
  - Kimber 8400 Tactical （页面存档备份，存于）
  - Kimber Model 8400 Advanced Tactical II （页面存档备份，存于）
  - Kimber Model 84M Adirondack （页面存档备份，存于）
  - Kimber Patrol Tactical （页面存档备份，存于）
  - Kimber Advanced Tactical SOC Rifle | VIDEO （页面存档备份，存于）
- （英文）—Personal Defense World.com—15 Precision Rifles From Kimber （页面存档备份，存于）

### 视频
- （英文）—YouTube上的Kimber - Law Enforcement
- （英文）—YouTube上的Kimber - Rifles